# Morgan County, Illinois
Morgan County är ett administrativt område i delstaten Illinois, USA, med 35 547 invånare. Den administrativa huvudorten (county seat) är Jacksonville.

## Geografi
Enligt United States Census Bureau har countyt en total area på 1 482 km². 1 473 km² av den arean är land och 9 km² är vatten.

### Angränsande countyn
- Cass County - nord
- Sangamon County - öst
- Macoupin County - sydost
- Greene County - syd
- Pike County - väst
- Scott County - väst
- Brown County - nordväst

### Orter
- Franklin
- Jacksonville (huvudort)
- Waverly